# 烈山氏
烈山氏，《禮記》作厲山氏，《漢書》寫為列山氏，中國古代傳說人物，相傳其子柱（又作，農）為后稷。後代認為他就是炎帝神農氏。

## 概論
烈山氏記載出自《左傳》與《國語》，據記載，其子柱，曾為后稷，在夏朝前被奉祀。《國語》記載類同，稱烈山氏為夏朝前的天下共主。
《禮記》記載與國語類似，但稱之為厲山氏，其子名字為農。
在東漢之後，烈山氏被認為是炎帝的別號，如鄭玄、韋昭。杜預認為，烈山氏是神農氏時代的一個諸侯，孔穎達認為神農氏原起於烈山，故稱烈山氏，原是一個諸侯，後來成為天子。蔡邕認為，烈山氏之子柱，在顓頊時為田正，後被奉為稷神，掌管農業

## 起源地
烈山氏起源地，《水經注》等認為位於湖北省。

## 現代考證
學者張政烺認為，烈山氏、厲山氏與列山氏這些名稱，皆源自古代民間筮書，後被轉化為神話人名。
學者雷欣翰認為神農氏傳說來自於早期的后稷、先農與厲山氏等，在戰國時被混合，產生神農氏傳說。